# Мохалес-Хук (район)
Мохалес-Хук (сесото Mohale’s Hoek) — один из 10 районов Лесото. Административным центром и единственным городом является Мохалес-Хук.

## Географическое положение
Граничит на западе с провинцией Фри-Стейт (ЮАР), на востоке с районом Цгачас-Нек, на севере с районами Мафетенг и Масеру, на северо-востоке — с районом Таба-Цека, на юге с районом Цгутинг.

## Административное деление
Район делится на 8 округов и 13 местных советов.

### Округа
| - Хлоахлоенг - Кетане - Мекалинг - Мохалес-Хук | - Мфаране - Какату - Кжаласи - Таунг |

### Местные советы
| - Хуления - Лихутлоаненг - Машаленг - Моциенян - Нкау | - Фамонг - Кабане - Кхобенг - Кобонг - Серото | - Силое - Теке - Таба-Мохеле |